# Henri de Beaumont (1er baron Beaumont)
Pour les articles homonymes, voir Henri de Beaumont.
Henri de Beaumont, né avant 1280 et mort le 10 mars 1340, de jure uxoris 8e comte de Buchan et suo jure 1er baron Beaumont (en), est un noble anglo-français. Il est une figure clé des guerres entre l'Angleterre et l'Écosse au cours du XIVe siècle, connues sous le nom de guerres d'indépendance de l'Écosse. Issu d'un prestigieux lignage, Henri se rend pendant son adolescence à la cour Édouard Ier d'Angleterre et entame sa longue carrière militaire en participant à la bataille de Falkirk dès 1298. Il prend part aux campagnes suivantes du roi Édouard en Écosse. Par son mariage avantageux en 1310 avec l'Écossaise Alice Comyn, nièce et riche héritière de John Comyn, 7e comte de Buchan, Henri de Beaumont est reconnu comme comte au nom de son épouse, même si la présence de Robert Bruce sur le trône d'Écosse ne lui permet pas d'entrer en possession de ses terres.
Au cours de son séjour en Angleterre, Henri de Beaumont acquiert les faveurs des rois Édouard Ier et Édouard II. Il soutient ce second souverain tant dans ses combats face à Robert Bruce, notamment à la bataille de Bannockburn en 1314, que dans sa lutte contre son vassal Thomas de Lancastre, 2e comte de Lancastre, lors de la bataille de Boroughbridge en 1322. Lorsque le roi Édouard II, lassé de ses sempiternels échecs, se détourne peu à peu du conflit écossais et envisage de négocier la paix avec Robert Bruce en 1323, Henri de Beaumont rompt avec lui et soutient la rébellion conduite par la reine Isabelle de France et Roger Mortimer qui aboutit à la déchéance d'Édouard en 1327. Mais il ne tarde pas à se quereller avec le nouveau régime, qui abandonne la politique guerrière intransigeante menée par le passé, et doit vivre en exil à compter de 1329.
De retour en Angleterre lorsque le roi Édouard III atteint sa majorité en 1330, Henri s'impose comme le leader naturel des nobles anglo-écossais connus sous le nom de « déshérités » — en raison de leur hostilité à Robert Bruce — et s'arrange pour contourner la paix établie entre l'Angleterre et l'Écosse à la suite du traité d'Édimbourg-Northampton de 1328. Il déclenche ainsi en 1332 la seconde guerre d'indépendance écossaise et permet le bref avènement sur le trône d'Écosse de son allié Édouard Balliol. Mais l'échec progressif de son mouvement conduit Henri à se retirer du conflit. Bien qu'il ne soit pas unanimement reconnu, Henri de Beaumont a néanmoins, de son vivant, une importance militaire et politique considérable. Sa longue expérience au cours des guerres d'Écosse le conduit à développer une nouvelle tactique militaire qui aura plus tard des conséquences décisives à Crécy et Azincourt.

## Biographie

### Origines, séjour en Angleterre et mariage
Henri de Beaumont est un des fils de Louis de Brienne et d'Agnès de Beaumont-au-Maine, tous deux d'ascendance française. Ses parents sont vicomte et vicomtesse de Beaumont-en-Maine et seigneurs de Beaumont-le-Vicomte, de Sainte-Suzanne, de La Flèche, de Fresnay et du Lude, des possessions essentiellement réparties au sein du royaume de France. Henri est le petit-fils de Jean de Brienne, roi de Jérusalem, par sa troisième épouse Bérengère de León, ce qui fait de lui l'arrière-petit-fils du roi Alphonse IX de León et le cousin du futur Édouard II d'Angleterre. Il a pour frère aîné Louis de Beaumont, ecclésiastique, et pour sœur Isabelle, épouse du baron anglais John de Vesci. La proximité qu'entretient sa sœur Isabelle avec la cour du roi Édouard Ier d'Angleterre permet à Henri de Beaumont de commencer sa carrière militaire aux côtés de ce monarque. Il l'accompagne lors de son expédition en Flandre en août 1297 contre le roi de France Philippe IV le Bel. Édouard Ier retourne en Angleterre dès le mois de mars 1298 afin d'écraser les Écossais, qui se sont rebellés en son absence au cours de la bataille du pont de Stirling, et est à nouveau accompagné par Henri de Beaumont. Lors de la bataille de Falkirk le 22 juillet 1298, Henri est désarçonné de sa monture à cause des lanciers des schiltrons écossais menés par William Wallace. Il est à nouveau aux côtés du roi d'Angleterre au cours de sa campagne écossaise en 1303 et participe au siège du château de Stirling mené par Édouard Ier en juillet 1304, qui scelle provisoirement la fin de l'indépendance écossaise.
Malgré la mort d'Édouard Ier le 7 juillet 1307, Henri de Beaumont bénéficie toujours de la confiance de son fils et successeur Édouard II. Le 12 mars 1308, il est désigné par le roi pour administrer certaines terres écossaises occupées par les Anglais. Le 4 mars 1309, il est convoqué pour la première fois au Parlement d'Angleterre sous le nom d'Henrico de Bellomonte et est désigné sous le titre de baron Beaumont. Il siégera d'ailleurs ainsi au Parlement anglais sans interruption jusqu'au 20 octobre 1332 et occupera même brièvement pendant le Parlement siégeant à Winchester du 16 au 21 mars 1332 l'office de « prolocutor », titre précédant celui de « speaker », créé quelques décennies plus tard. Grâce à l'intervention d'Édouard II en sa faveur, Henri de Beaumont épouse peu avant le 14 juillet 1310 Alice Comyn, nièce de John Comyn, 7e comte de Buchan. Ce dernier étant décédé depuis 1308, Alice est alors l'héritière du prestigieux titre écossais de son oncle. Ce mariage constitue pour Henri un avantage politique et financier considérable, puisqu'il s'agit d'un des plus importants comtés d'Écosse. Il assiste ainsi au Parlement anglais du 22 janvier 1334 au 16 novembre 1339 comme comte de Buchan et siégera également au Parlement d'Écosse le 10 février 1334 sous ce titre. Toutefois, la résistance acharnée des Écossais sous l'égide de leur nouveau roi Robert Bruce, couronné le 25 mars 1306 au mépris de son serment de fidélité à Édouard Ier, empêche Henri de Beaumont de prendre possession de son comté après son union avec Alice.
Henri de Beaumont reçoit de la part du roi d'Angleterre d'autres dons en manoirs et en terres, notamment les domaines de Folkingham, de Barton-upon-Humber et de Heckington, situés dans le Lincolnshire. Il lui échoit également la seigneurie de l'île de Man en 1310 : c'est d'ailleurs au cours de sa tenure de seigneur de l'île qu'apparaît pour la toute première fois le drapeau de Man, sur fond rouge et caractérisé par ses fameux « trois pieds ». Pourtant, les faveurs accordées à Henri déclenchent la jalousie de certains barons anglais de l'opposition. Le 11 octobre 1311, Henri de Beaumont et sa sœur Isabelle sont bannis de la cour par les Ordonnances récemment publiées par les membres de l'opposition baronniale, qui exigent qu'il rende les propriétés qu'il a acquises du roi et que l'administration de l'île de Man soit confiée à un Anglais et non à un étranger. Édouard II ignore cependant ces demandes et rappelle rapidement le baron Beaumont. Entre février et mai 1312, alors que les tensions entre l'opposition baronniale et le favori royal Pierre Gaveston, 1er comte de Cornouailles, s'accroissent, les Beaumont résident avec le roi à York, puis à Newcastle upon Tyne. À la suite de l'exécution de Gaveston par une partie des barons, Henri de Beaumont est missionné en août 1312 avec Aymar de Valence, 2e comte de Pembroke, et l'ecclésiastique Thomas Cobham en France pour demander l'aide de Philippe le Bel lors des négociations tendues entre le roi et les assassins de Gaveston,. Le roi de France répond alors à leur requête en missionnant son demi-frère Louis d'Évreux en Angleterre.

### Rôle lors de la bataille de Bannockburn
Au début de l'année 1314, le roi d'Écosse Robert Bruce a reconquis quasiment l'intégralité des territoires du sud de l'Écosse encore contrôlés par les Anglais et menace le château de Stirling, dernier bastion anglais et qui a promis de se rendre si une armée de secours ne vient pas le délivrer avant le 24 juin. Édouard II, après plusieurs années d'inertie, se décide à lever une immense armée le 27 mai pour repousser et vaincre son adversaire. Le 23 juin, Henri de Beaumont participe à la bataille de Bannockburn en commandant l'un des deux corps de cavaliers anglais aux côtés de Robert de Clifford, 1er baron de Clifford, et de Thomas Grey de Heaton. Les trois hommes cherchent sans succès à soulager Stirling. Thomas Randolph, 1er comte de Moray, est chargé par le roi d'Écosse de s'attaquer à la cavalerie anglaise et la repousse. Indécis, les commandants anglais se retirent en précipitation pour rejoindre le corps d'armée principal mené par Édouard II. Le second jour de la bataille, Henri de Beaumont est parmi ceux qui accompagnent le roi d'Angleterre lors de sa retraite précipitée du champ de bataille en direction de Berwick-upon-Tweed. En conséquence, accusé de haute trahison par Robert Bruce, Henri figure parmi les barons écossais qui ont leurs possessions confisquées en novembre 1314 par le roi d'Écosse pour leur soutien affiché au roi d'Angleterre à Bannockburn. Au cours des années suivantes, ces barons se réunissent et forment à la cour d'Édouard II un cercle d'exilés connus sous le nom de « déshérités ». Bien que certains de ces nobles aient des titres plus prestigieux que le sien, tels David II Strathbogie, 10e comte d'Atholl, Henri de Beaumont montre par la suite la plus solide détermination à reconquérir ses terres écossaises. Le chroniqueur Thomas Grey souligne en outre dans son récit Scalacronica la vaillance d'Henri pendant les combats à Bannockburn : 

« Robert Lord de Clifford et Henri de Beaumont, avec trois cents hommes d'armes, se détournèrent de l'autre côté du bois vers le château [de Stirling], en restant à terrain découvert. Thomas Randolph, comte de Moray et neveu de Robert de Brus, qui était le commandant de l'avant-garde écossaise, en apprenant que son oncle avait repoussé l'avant-garde des Anglais de l'autre côté du bois, pensa qu'il devait y prendre part, et sortant du bois avec sa division, il marcha à terrain découvert vers les deux seigneurs nommés plus haut. Sir Henri de Beaumont appela ses hommes :
– « Attendons un petit peu ; laissez-les venir ; faites-leur de la place. »
– « Sir, » dit Sir Thomas Grey, « je doute que quoi que vous leur donniez maintenant, ils auront tout trop tôt. »
– « Très bien, » s'exclama le dit Henri, « si tu as peur, retire-toi. »
– « Sir, » répondit le dit Thomas, « ce n'est pas par peur que je m'enfuirai ce jour. »
En disant ces mots, il se lança entre Beaumont et Sir William Deyncourt et chargea au plus profond de l'ennemi. William fut tué, Thomas fut fait prisonnier, son cheval étant tué par des piques, et il s'embarqua lui-même avec les Écossais à pied quand ils partirent, ceux-ci ayant mis en déroute l'escadre des deux seigneurs [Beaumont et Clifford]. Quelques Anglais fuirent au château, d'autres vers l'armée du roi [Édouard II] qui, ayant déjà quitté la route à travers le bois, avait débouché sur une plaine près de l'eau de Forth, au-delà de Bannockburn, un marécage malfaisant, profond, humide, où ladite armée anglaise se désarçonna et resta pendant toute la nuit, ayant malheureusement perdu confiance et étant trop déçue par les événements de la journée. »

### Revers d'allégeance et rébellions successives
Le chef de la fronde baronniale Thomas de Lancastre, 2e comte de Lancastre, s'empare du gouvernement de l'Angleterre après la déroute de Bannockburn. Il réclame qu'Henri de Beaumont quitte la cour et rende les diverses terres que Édouard II lui a confiées. Henri demeure toutefois fidèle au roi pendant ces années difficiles : il ouvre le Parlement tenu à York le 9 septembre 1314 en son absence et assiste aux funérailles de Pierre Gaveston à Langley le 2 janvier 1315. À compter de 1316, Henri de Beaumont profite de l'affaiblissement du comte de Lancastre pour reprendre certaines possessions qu'il a perdues ainsi qu'étendre ses domaines. Déjà, en 1313, sa sœur Isabelle avait acquis les manoirs de Seacourt dans le Berkshire et de Tackley dans l'Oxfordshire. Entre 1317 et 1321, son épouse Alice Comyn hérite des domaines anglais de sa sœur Margery. En 1320, Henri lui-même achète la seigneurie de Ditchburn, dans le Northumberland. Même s'il n'a pas l'influence que possède les favoris successifs d'Édouard II, Beaumont a suffisamment d'importance à la cour pour demander au roi d'accorder à son frère aîné Louis le poste d'évêque de Durham le 9 février 1317. Voyageant vers Durham afin de célébrer la consécration épiscopale de Louis, les frères de Beaumont sont enlevés le 1er septembre 1317 par le brigand Gilbert Middleton. Après le paiement d'une rançon, ils sont tous deux libérés à la mi-octobre 1317. L'attaque était peut-être à l'instigation de Lancastre, mais son implication n'a jamais pu être prouvée. Quoi qu'il en soit, Henri reste hostile au comte et combat lors de la bataille de Boroughbridge le 16 mars 1322 les barons qui se sont rebellés contre Édouard II. Lancastre est capturé à la suite de la bataille, condamné à mort pour haute trahison et exécuté. En août 1322, Beaumont accompagne le roi lors d'une nouvelle campagne en Écosse, qui s'achève deux mois plus tard par une défaite cinglante à Old Byland. 
Cependant, lorsque Édouard II entame des pourparlers de paix avec les Écossais le 30 mai 1323, Henri de Beaumont, « avec un mouvement excessif et un esprit irrévérencieux », proteste contre un quelconque accord qui serait au désavantage des déshérités. Le roi s'emporte et lui ordonne de se retirer, sur quoi Henri lui rétorque que « cela lui ferait plus plaisir d'être absent que d'être présent ». Le 4 juin, Édouard ordonne son emprisonnement pour « mépris et désobéissance » envers le conseil du roi. Après sa libération, il aurait rejoint selon le chroniqueur John Capgrave l'armée qui combat en Italie les gibelins, opposants du pape Jean XXII. Ce qui est sûr, c'est qu'Henri de Beaumont bénéficie encore de la confiance royale en septembre 1325, lorsqu'il est chargé d'accueillir en France le prince héritier Édouard afin que ce dernier rende hommage au roi Charles IV le Bel pour le duché de Guyenne afin de régler la guerre de Saint-Sardos. Après avoir assisté à la cérémonie à Paris, Henri rentre en Angleterre et est à nouveau emprisonné en février 1326, au château de Warwick, « parce qu'il ne jurerait pas au roi et à [son favori] Hugues le Despenser le Jeune, d'être de leur côté pour vivre et mourir ». Toujours emprisonné le 30 septembre au château de Wallingford, il est libéré peu après lors de l'invasion conduite par la reine Isabelle et son allié Roger Mortimer visant à abattre le régime despotique d'Édouard II. Avec les barons du nord Thomas Wake, 2e baron Wake de Liddell, et Henry de Percy, 2e baron Percy, Henri de Beaumont mobilise des troupes en soutien aux rebelles,. Le 26 octobre, il est parmi les barons qui proclament à Bristol le prince Édouard gardien du royaume. En remerciement de sa loyauté, Isabelle lui accorde des terres dans le Leicestershire. Le Parlement se réunit peu après et proclame le 13 janvier 1327 la déchéance du roi en faveur de son fils, qui est peu après couronné sous le nom d'Édouard III.
Ce changement de monarque en Angleterre n'apporte toutefois pas à Beaumont le soutien qu'il escomptait pour reprendre ses terres en Écosse. Anxieux de mettre fin aux combats avec l'Écosse, Isabelle et Mortimer persuadent en mai 1328 le Parlement anglais d'accepter les termes du traité d'Édimbourg-Northampton, qui ignore une nouvelle fois les revendications des déshérités. La noblesse anglaise gronde face à ce qu'elle considère comme une paix honteuse. Lorsque Henri de Lancastre, 3e comte de Lancastre, entre en rébellion en décembre 1328 contre les régents, il est rejoint par Henri de Beaumont, Thomas Wake, Thomas Roscelyn, Henry Ferrers, 2e baron Ferrers de Groby, et David III Strathbogie, 11e comte d'Atholl, ce dernier ayant épousé Catherine, fille d'Henri de Beaumont. Le soulèvement de Lancastre ne dure pas et ce dernier doit se soumettre aux régents en janvier 1329, tout comme Wake et Strathbogie qui sont pardonnés. Mais Beaumont est spécialement exclu du pardon offert par les régents et doit se réfugier en France, où il ne cesse de comploter contre Roger Mortimer. Le 13 mars 1330, Edmond de Woodstock, oncle du jeune Édouard III, est arrêté et accusé de trahison pour avoir prétendument voulu restaurer sur le trône Édouard II, dont Roger Mortimer lui a fait délibérément croire à la survie afin de le piéger. Lors de son procès, Edmond affirme qu'il aurait rencontré en juin de l'année précédente dans la chambre du duc Jean III de Brabant à Paris Henri de Beaumont et que ce dernier l'aurait assuré du soutien de l'Écosse dans son complot contre Mortimer par une intervention armée de Donald II de Mar, un ami personnel d'Édouard II. Edmond est exécuté le 19 mars sur ordre de Mortimer, ce qui étouffe dans l'œuf la conspiration, mais sa confession empêche tout retour en Angleterre d'Henri tant qu'Isabelle et Mortimer y détiennent le pouvoir. Henri de Beaumont s'établit peu après dans le duché de Brabant.

### Nouvelles perspectives
La paix de Northampton semble avoir définitivement mis fin aux espoirs des déshérités. Mais deux événements changent la donne. Tout d'abord, la mort le 7 juin 1329 de Robert Bruce s'accompagne de l'avènement de son fils David II, qui n'a que cinq ans et est mis sous la tutelle de régents. Ensuite, Isabelle et Roger Mortimer sont arrêtés le 19 octobre 1330 sur ordre d'Édouard III, qui se saisit des rênes du gouvernement. Peu après sa prise de pouvoir, Édouard III cherche à maintenir la paix avec son voisin écossais mais partage également le point de vue de son peuple sur le traité de Northampton, qu'il qualifie de turpis pax. Le jeune souverain se rappelle le soutien secret que lui a fourni Beaumont pour renverser Mortimer, se souvient également des erreurs de son père et comprend que Beaumont est autant un ami utile qu'un ennemi dangereux, dont les renversements d'alliance ont toujours été dictés par son désir de recouvrir son comté de Buchan. Mais Édouard III embrasse la cause des déshérités pour des raisons plus subtiles qu'une simple gratitude : les intrigues de Beaumont lui fournissent l'occasion de rompre la paix conclue en 1328. À la fin de l'année 1330, Édouard III entame des négociations diplomatiques avec l'Écosse au nom de Beaumont et de Thomas Wake, les deux seuls déshérités officiellement reconnus comme tels par les gouvernements anglais et écossais. Il écrit au jeune David II en décembre en demandant la restauration des terres du « comte de Buchan » et du « seigneur de Liddesdale », mais est très probablement conscient que les Écossais n'accepteront jamais une telle proposition, sachant qu'ils ne feraient qu'affaiblir leur indépendance chèrement acquise en cédant d'importantes régions de leur royaume à deux hommes ouvertement hostiles au traité de Northampton. Thomas Randolph, comte de Moray et gardien du royaume au nom du jeune David II, rejette fermement la proposition d'Édouard III.
Jusque-là quasiment éteinte, la cause des déshérités est désormais ravivée mais elle a besoin d'un chef et d'un prétexte pour intervenir en Écosse. L'attention des déshérités se concentre alors sur Édouard Balliol, fils du roi d'Écosse Jean Balliol, déposé en 1296 par Édouard Ier, qu'ils considèrent comme le roi légitime d'Écosse. Au cours de l'année 1331, Henri de Beaumont conçoit une invasion de l'Écosse à la tête d'une armée privée commandée par lui-même et Édouard Balliol. Après avoir correspondu avec lui, Beaumont et David Strathbogie traversent en juin 1331 la Manche pour rendre visite à Balliol dans ses terres en Picardie. Beaumont conduit deux autres missions auprès d'Édouard Balliol en août et novembre 1331. La Chronique de Brut rapporte une anecdote intéressante mais non corroborée dans aucune autre source, selon laquelle Balliol aurait mécontenté le roi de France Philippe VI de Valois, et qu'il aurait été sauvé de l'incarcération grâce aux supplications d'Henri de Beaumont. Quoi qu'il en soit, Balliol est persuadé de quitter la France et de se rendre en Angleterre à l'hiver 1331. Il s'établit au manoir de Sandal dans le Yorkshire, qui appartient à sa sœur Isabelle. Édouard Balliol est certainement une figure importante des conflits qui émergent en Écosse pendant les années 1330 mais il est difficile de savoir s'il était lui-même le maître de ses ambitions ou une simple marionnette manipulée par les déshérités. Il n'a jamais pris part aux campagnes anglaises contre Robert Bruce et il semblerait qu'il n'ait accompli aucun fait d'armes avant sa première invasion de l'Écosse en 1332. Le chef militaire naturel des déshérités demeure Henri de Beaumont, qui a su gagner des soutiens à la suite de la signature du traité de Northampton. Mais la loyauté principale de Beaumont se limite à lui-même et ensuite à Édouard III : comme le montrera la suite des événements, Édouard Balliol ne lui servira que de prétexte à afficher ses propres ambitions.

### Nouvelles expéditions en Écosse
Dès l'arrivée de Balliol en Angleterre, Beaumont rend visite à Édouard III et obtient une importante concession : bien qu'il ne soit pas autorisé à franchir avec les déshérités la frontière anglo-écossaise (ce qui constituerait une rupture du traité de Northampton), il reçoit l'accord du roi d'embarquer depuis des ports anglais pour mener à bien son invasion. Le 31 juillet 1332, l'armée de Balliol est prête à entrer en action et embarque à divers ports du Yorkshire. Le débarquement des déshérités a lieu à Kinghorn, sur les côtes de Fife, le 6 août 1332. Peu après avoir débarqué, l'armée des déshérités, conduite par Beaumont, affronte et défait une armée loyale à David II bien plus imposante lors de la bataille de Dupplin Moor le 11 août 1332 en utilisant une combinaison efficace d'archers et de fantassins, qui annihilent les partisans de Bruce. À la suite de ce succès, l'armée de Balliol se rend à Scone, où Balliol est couronné roi des Écossais le 24 septembre. Le couronnement se déroule dans une atmosphère pesante, car le nouveau roi et sa petite armée sont isolés dans un pays majoritairement hostile. Au banquet qui suit la cérémonie, les invités restent entièrement armés, sauf de leurs casques. Cette crainte n'est pas totalement injustifiée : les populations locales prêtent serment de fidélité à Balliol plus par peur que par adhésion. La terreur du nouveau régime se répand, et les prieurs de St Andrews affichent leur peur d'Édouard Balliol et d'Henri de Beaumont, ainsi que leur incapacité à percevoir les dus de leur église à Fordoun « par crainte du dit seigneur Henri ».
Il est clair qu'en l'absence d'un soutien populaire significatif, l'expédition ne peut porter ses fruits qu'avec le soutien ouvert d'Édouard III. En guise d'appât, Balliol écrit au roi d'Angleterre en proposant de lui céder tout le sud-est de l'Écosse. Cette proposition est portée par Henri de Beaumont et David Strathbogie, qui sont venus assister à la réunion du Parlement anglais à York. Avant qu'ils ne puissent retourner en Écosse, Balliol a été surpris le 16 décembre 1332 par une armée de loyalistes à Annan et chassé du pays. Les dépenses et les efforts des deux années précédentes n'ont abouti à rien. En janvier 1333, Édouard III se voit contraint de soutenir son allié défaillant : il reconnaît Édouard Balliol comme roi d'Écosse et lui promet une aide militaire. Des subsides sont payés à Beaumont et ses partisans, afin de préparer une seconde invasion. Le 19 juillet 1333, une armée de secours écossaise est taillée en pièces à Halidon Hill, tout près de Berwick, d'après les mêmes tactiques qu'à Dupplin Moor qui préfigureront d'une décennie la bataille de Crécy. Une nouvelle fois, les déshérités pénètrent en Écosse. Henri de Beaumont peut enfin remettre la main sur le Buchan où, selon Andrew Wyntoun, il fait réparer à l'hiver 1333 le château de Dundarg, ancien bastion de la famille Comyn dans la côte de l'Aberdeenshire détruit par Robert Bruce en 1308. Le chroniqueur Andrew Wyntoun mentionne ainsi les réaménagements de Dundarg qu'ordonne Henri de Beaumont : « Le Beaumont est allé jusqu'en Buchan. Et là, Dundarg de chaux et de pierre, il l'a refait vaillamment, et [c'est là qu']il se trouve. »

### Échec final, retrait du conflit et mort
Même ainsi, l'emprise des déshérités sur l'Écosse n'est pas plus certaine qu'auparavant. En septembre 1334, Édouard Balliol, aux prises avec une révolte à grande échelle, envoie des courriers urgents en Angleterre pour obtenir une aide supplémentaire. La situation des déshérités s'aggrave lorsqu'ils commencent à se déchirer à cause de leur avidité : au cours d'un différend concernant la succession d'Alexandre de Mowbray, tué à Annan en 1332, Balliol a l'imprudence de se quereller avec Beaumont qui, dans un excès de colère, se retire de la cour écossaise pour se réfugier à Dundarg. Le régime de Balliol s'effondre une nouvelle fois et Balliol doit à nouveau s'enfuir en Angleterre. Beaumont, pendant ce temps, est assiégé à Dundarg par Andrew Murray de Bothwell, le nouveau gardien du royaume au nom de David II. À court de vivres, il est obligé de capituler le 23 décembre 1334. Dundarg est détruit une seconde fois par les Écossais et n'a jamais été reconstruit depuis. Après une brève peine d'emprisonnement, Henri de Beaumont est rançonné et retourne en Angleterre à temps pour accompagner Édouard III lors de sa campagne à l'été 1335. Il s'agit de la plus grande invasion jamais organisée au nom de Balliol mais les résultats escomptés ne se manifestent pas. En novembre, les gains incertains de l'été sont perdus lors de la bataille de Culblean, où Murray de Bothwell défait et tue David Strathbogie. En représailles, Henri se livre à de violents outrages, relatés de la manière suivante par la Chronique de Pluscarden : « Henri de Beaumont, pour venger son gendre, le comte d'Atholl, tué à Culblean, soit mis en prison, soit mis à mort cruellement tous ceux qui avaient pris part au combat dans lequel il avait été tué. Ainsi, beaucoup de sang innocent a été versé. »
Après Culblean, le royaume fantoche de Balliol se désagrège : Perth est reprise et seuls Cupar et Lochindorb lui restent fidèles. À Lochindorb, la veuve de Strathbogie, Catherine de Beaumont, est assiégée par Murray de Bothwell à la fin de l'année 1335. Le sauvetage de Catherine doit permettre à Édouard III d'accomplir un acte chevaleresque au cours de cette période d'activité militaire incessante. Les Anglais entament un raid punitif à grande échelle, destiné à écraser la résistance écossaise et, en même temps, à prévenir un éventuel débarquement français dans le nord-est. Édouard III donne d'abord le commandement de cette armée à Henri de Grosmont, le gendre de Beaumont, avant de décider finalement de commander personnellement cette offensive. Édouard pénètre dans l'Aberdeenshire à l'été 1336. Beaumont l'accompagne, tout comme Édouard Balliol. Catherine est secourue, tandis que le nord-est de l'Écosse fait l'objet de destructions de la part des envahisseurs. En 1337, Édouard III, qui vient de commencer la guerre de Cent Ans avec la France, perd presque tout intérêt pour Balliol et sa cause désespérée. Même Henri de Beaumont, le plus déterminé des déshérités, décide de se retirer. Plutôt que de retourner en Écosse avec Balliol, le vieux guerrier accompagne le roi d'Angleterre en Flandre, où il avait déjà accompagné son grand-père en 1297, et y meurt le 10 mars 1340. Son corps est rapatrié en Angleterre et inhumé à l'abbaye de Vaudey, située dans la ville de Bourne dans le Lincolnshire. Son fils et héritier Jean n'a jamais revendiqué le comté de Buchan, tout comme ses autres descendants. Lorsque sa veuve Alice Comyn meurt en 1349, la lignée des Comyn de Buchan, qui remonte au début du XIIIe siècle, est éteinte.

## Mariage et descendance
De son mariage avec Alice Comyn, Henri de Beaumont a dix enfants : 
- Catherine de Beaumont (vers 1315 – 11 novembre 1368), épouse David III Strathbogie, 11e comte d'Atholl ;
- Jean de Beaumont (décembre 1317 – 14 avril 1342), 2e baron Beaumont, épouse Éléonore de Lancastre ;
- Isabelle de Beaumont (vers 1318 – vers 1359), épouse Henri de Grosmont, 1er duc de Lancastre ;
- Jeanne de Beaumont, épouse Fulk FitzWarin, 3e baron FitzWarin[29] ;
- Thomas de Beaumont (vers 1324 – après 1349) ;
- Élisabeth de Beaumont (? – 27 octobre 1400), épouse Nicholas Audley, 3e baron Audley ;
- Alice de Beaumont ;
- Richard de Beaumont ;
- Béatrice de Beaumont, épouse Charles de Trie, comte de Dammartin ;
- Agnès de Beaumont (? – après 1359), épouse Thomas de Lucy.